# Triplemanía
Triplemanía (también estilizado como TripleManía) es el mayor evento de lucha libre profesional anual promovido por la empresa mexicana Lucha Libre AAA Worldwide (AAA) y se celebra tradicionalmente en agosto de cada año, conmemorando el aniversario de la fundación de la caravana tres veces estelar AAA. La mayoría de los espectáculos han sido presentados como eventos de pago por visión, con solo unos pocos siendo mostrados como especiales de televisión en el canal Televisa. Triplemanía cuenta con culminaciones de historias largas de construcción. Algunos años Triplemanía no fue un espectáculo único, sino una serie de espectáculos, ya sea dos o tres por año, pero en los últimos años ha habido uno solo. El espectáculo se ha promovido desde hace 30 años, con 27 espectáculos en total bajo la bandera Triplemanía. El nombre es una combinación de la forma en que «AAA» se pronuncia, «Triple A», y WrestleMania, el mayor evento anual de WWE.

## Historia
El primer evento se llevó a cabo el 30 de abril de 1993 en la Plaza de Toros de la Ciudad de México. El evento atrajo a 48,000 espectadores, el mayor número para cualquier TripleManía, de hecho el mayor número de espectadores de cualquier evento de lucha libre en México nunca. Desde entonces los acontecimientos TripleManía han llevado a cabo en abril, mayo, junio, julio, agosto, con la mayoría se producen en mayo o en julio en los últimos años. En 1994, 1995 y 1996 llevó a cabo tres eventos de AAA TripleManía y en 1997 se celebraron dos, en los años siguientes un solo evento se ha celebrado, el evento más reciente, TripleManía XVII, el 13 de junio de 2009. Tres ciudades están empatadas en la mayoría de los eventos organizados, la Ciudad de México, Naucalpan estado de México y Madero tiene todos los alojados en cuatro eventos. Dos veces TrimpleManía se ha celebrado fuera de México, TripleManía IV-A se llevó a cabo en Chicago, Illinois en los Estados Unidos y TripleManía VIII se celebró en Tokio, Japón. La asistencia más baja registrada fue de 1,700 para la TripleManía VIII.
Como ya es tradición, con los recientes e importantes de AAA muestra los luchadores compiten dentro de un ring de lucha libre hexagonal y no el ring de cuatro lados de la promoción utiliza para eventos de televisión y eventos en vivo. Hasta 2011 TripleManía ha visto 24 Luchas de Apuesta, o las peleas de apuesta. 13 veces ha sido un luchador desenmascarado y 11 veces al luchador o luchadores tienen el cabello de su cabeza rapada, como resultado de perder la lucha de Apuesta. TripleManía ha visto el desenmascaramiento de Máscara Año 2000, Black Cat, Ángel Mortal, Payasito Rojo, Marabunta, Winners, Halcón Dorado, Jr., La Calaca, Máscara Maligna, Pentágon, Maníaco, Cibernético, Muerte Cibernética, Súper Caló. El evento ha tenido 19 luchas de campeonato, con 15 campeonatos que cambiaron de manos en el show.
- Triplemanía XXI fue la vigésima primera edición de Triplemanía, que se realizó el 16 de junio de 2013. El evento fue estelarizado por El Hijo del Perro Aguayo quien derrotó a Cibernético en una Lucha de Apuestas rapandole su cabello.

- Triplemanía XXII fue la vigésima segunda edición de Triplemanía, que se realizó el 17 de agosto de 2014. El evento fue estelarizado por Cibernético, Myzteziz y a Dr. Wagner Jr. por la Copa Triplemanía donde el ganador fue El Hijo del Perro Aguayo. Asimismo, tuvo otras luchas como la de Psycho Clown quien derrotó a El Texano Jr. en una Lucha de Apuestas rapandole su cabello y la de Taya quien derrotó a Faby Apache para convertirse en la nueva Campeona de Reina de Reinas de AAA.

- Triplemanía XXIII fue la vigésima tercera edición de Triplemanía, que se realizó el 9 de agosto de 2015. El evento fue estelarizado por Rey Mysterio Jr. quien derrotó a Myzteziz en un mano a mano. Además El Patrón Alberto quien derrotó a Brian Cage en una Lucha de Apuestas rapandole su cabello. El evento fue notable cuando la leyenda de la lucha libre Villano III mientras se unía a sus hermanos Villano IV y Villano V quienes derrotaron a Los Psycho Circus (Psycho Clown, Monster Clown & Murder Clown). A pesar de que recibió críticas muy negativas debido por las dificultades técnicas durante el evento y la calidad de varios de las luchas del programa. Ha sido considerada la "Peor Triplemanía" de toda la historia de la lucha libre profesional, según Dave Meltzer. Triplemanía XXIII fue la última Triplemanía en ser promocionado bajo el nombre de Asistencia Asesoría y Administración.

- Triplemanía XXIV fue la vigésima cuarta edición de Triplemanía, que se realizó el 28 de agosto de 2016. El evento fue estelarizado por Psycho Clown quien derrotó a Pagano en una Lucha de Apuestas rapandole su cabello. Tuvieron luchas importantes como el Battle Royal por la Copa Triplemanía donde el ganador fue Australian Suicide y la de Johnny Mundo quien derrotó a Pentagón Jr. para convertirse en el nuevo Campeón Latinoamericano de AAA. Triplemanía XXIV fue la primera Triplemanía que cambió de nombre de la compañía a Lucha Libre AAA Worldwide.

- Triplemanía XXV fue la vigésima quinta edición de Triplemanía, que se realizó el 26 de agosto de 2017. El evento fue estelarizado por Psycho Clown quien derrotó a Dr. Wagner Jr. en una Lucha de Apuestas perdiendo su máscara. Por otro lado, Johnny Mundo logró derrotar a El Texano Jr. y El Hijo del Fantasma para retener su Tricampeón de AAA (Megacampeonato, Campeonato Mundial de Peso Crucero y Campeonato Latinoamericano), y Monster Clown y Murder Clown ganaron el Campeonato Mundial en Parejas de AAA luego de derrotar a Cuervo & Escoria, Aero Star & Drago y Team GFW.

- Triplemanía XXVI fue la vigésima sexta edición de Triplemanía, que se realizó el 25 de agosto de 2018. El evento fue estelarizado por L.A. Park, Psycho Clown y Pentagón Jr. quien derrotaron a El Hijo del Fantasma en un Póker de Ases de Apuestas perdiendo su máscara. Asimismo, tuvo otras luchas como la de Lady Shani quien derrotó a Faby Apache en una Lucha de Apuestas rapandole su cabello y la de Fénix quien derrotó a Jeff Jarrett, Brian Cage y a Rich Swann para convertirse en el nuevo Megacampeón de AAA.

- Triplemanía XXVII fue la vigésima séptima edición de Triplemanía, que se realizó el 3 de agosto de 2019. El evento fue estelarizado por Blue Demon Jr. vs. Dr. Wagner Jr. en una lucha de Máscara vs. Cabellera, donde Wagner perdió su cabellera y posteriormente anunciaría su retiro de la lucha libre profesional. Además, se destacó el debut del excampeón Peso Pesado de UFC Caín Velásquez como luchador profesional, donde formando equipo con Cody y Psycho Clown, vencieron a El Texano Jr., Taurus y Killer Kross como luchador sorpresa, y el primer Tables, Ladders & Chairs Match femenino entre Tessa Blanchard, Ayako Hamada, Lady Shani, Faby Apache, La Hiedra, Chik Tormenta y Taya, Blanchard ganó el vacante Campeonato Reina de Reinas de AAA, esto debido a que la anterior campeona Keyra no pudo defender el título debido a una lesión.

- Triplemanía XXVIII fue la vigésima séptima edición de Triplemanía, que se realizó el 12 de diciembre de 2020. El evento fue estelarizado por Pagano quien derrotó a Chessman en una Lucha de Apuestas rapandole su cabello. Además, se destacó la defensa de Kenny Omega ante Laredo Kid por el Megacampeonato de AAA. Tuvieron luchas importantes como el Battle Royal por la primera Copa Triplemanía Femenil donde la ganadora fue Lady Shani y la defensa de Lucha Brothers (Fénix & Pentagón Jr.) ante Los Jinetes del Aire (Myzteziz Jr. & Octagon Jr.) y Los Mercenarios (El Texano Jr. & Rey Escorpión) por el Campeonato Mundial en Parejas de AAA. Triplemanía XXVIII se llevó a cabo sin público debido a la pandemia de COVID-19.

## Fechas y lugares

### Triplemanía
| Evento                | Fecha                    | Lugar                            | Estadio                                                                  | Asistencia | Evento principal                                                                                      |
| --------------------- | ------------------------ | -------------------------------- | ------------------------------------------------------------------------ | --- | --- |
| Triplemanía I         | 30 de abril de 1993      | Ciudad de México                 | Plaza de Toros México                                                    | 48 000 | Cien Caras vs. Konnan                                                                                 |
| Triplemanía II        | 15 de mayo de 1994       | Aguascalientes, Aguascalientes   | Plaza de Toros "La Monumental"                                           | | Heavy Metal vs. Jerry Estrada                                                                         |
| Triplemanía III       | 30 de abril de 1995      | Tonalá, Jalisco                  | Salón Rio Nilo                                                           | | Winners vs. Super Caló                                                                                |
| Triplemanía IV        | 15 de junio de 1996      | Orizaba, Veracruz                | Plaza de Toros La Concordia                                              | | Konnan y Perro Aguayo vs. Pierroth Jr. y Cien Caras                                                   |
| Triplemanía V         | 13 de junio de 1997      | Tijuana, Baja California         | Plaza de Toros Playas                                                    | | Perro Aguayo, Tinieblas Jr. y Canek vs. Jake Roberts, Killer, y Gorgeous George III                   |
| Triplemanía VI        | 7 de junio de 1998       | Chihuahua, Chihuahua             | Gimnasio Manuel Bernardo Aguirre                                         | | Kick Boxer Vs Heavy Metal                                                                             |
| Triplemanía VII       | 11 de junio de 1999      | Ciudad Madero, Tamaulipas        | Centro de Convenciones                                                   | | Perro Aguayo, Octagón y El Cobarde vs. El Texano, Perro Aguayo Jr. y Sangre Chicana                   |
| Triplemanía VIII      | 5 de julio de 2000       | Tokio, Japón                     | Salon Korakuen                                                           | | Octagon, Latin Lover, Jushin Thunder Liger y Oyuma vs. Cibernético, Abismo Negro, Electroshock y CIMA |
| Triplemanía IX        | 24 de mayo de 2001       | Acapulco, Guerrero               | Plaza de Toros Caletilla                                                 | | Pirata Morgan vs. El Cobarde vs. Sangre Chicana                                                       |
| Triplemanía X         | 5 de julio de 2002       | Ciudad Madero, Tamaulipas        | Convention Center                                                        | | Pentagón vs. Octagón vs. Máscara Sagrada vs. Máscara Maligna                                          |
| Triplemanía XI        | 15 de junio de 2003      | Naucalpan, Estado de México      | Toreo de Cuatro Caminos                                                  | | Lizmark Sr., La Parka, Octagón y Super Caló vs. Abismo Negro, Cibernético y The Headhunters           |
| Triplemanía XII       | 20 de junio de 2004      | Naucalpan, Estado de México      | Toreo de Cuatro Caminos                                                  | | La Parka vs. Cibernético                                                                              |
| Triplemanía XIII      | 15 de mayo de 2005       | Guadalajara, Jalisco             | Plaza de Toros Nuevo Progreso                                            | | Latin Lover, Octagon y La Parka vs. Cibernético, Chessman y Fuerza Guerrera                           |
| Triplemanía XIV       | 18 de junio de 2006      | Naucalpan, Estado de México      | Toreo de Cuatro Caminos                                                  | | La Parka vs. Muerte Cibernética                                                                       |
| Triplemanía XV        | 15 de julio de 2007      | Naucalpan, Estado de México      | Toreo de Cuatro Caminos                                                  | | Hell Brothers vs. La Legión Extranjera                                                                |
| Triplemanía XVI       | 13 de junio de 2008      | Ciudad de México                 | Palacio de los Deportes                                                  | | Cibernético vs. El Zorro                                                                              |
| Triplemanía XVII      | 13 de junio de 2009      | 17 800                           | Equipo AAA vs. La Legión Extranjera                                      | | |
| Triplemanía XVIII     | 6 de junio de 2010       | 16 900                           | L.A. Park vs. La Parka                                                   | | |
| Triplemanía XIX       | 18 de junio de 2011      | 17 900                           | Dr. Wagner, Jr. vs. Rob Van Dam                                          | | |
| Triplemanía XX        | 5 de agosto de 2012      | Arena Ciudad de México           | 21 000                                                                   | Dr. Wagner Jr. vs Máscara Año 2000 Jr. | |
| Triplemanía XXI       | 16 de junio de 2013      | 20 990                           | Cibernético vs. El Hijo del Perro Aguayo                                 | | |
| Triplemanía XXII      | 17 de agosto de 2014     | 21 000                           | Cibernético vs. El Hijo del Perro Aguayo vs. Dr. Wagner Jr. vs. Mysteziz | | |
| Triplemanía XXIII     | 9 de agosto de 2015      | 22 600                           | Rey Mysterio Jr. vs Mysteziz                                             | | |
| Triplemanía XXIV      | 28 de agosto de 2016     | 28 780                           | Psycho Clown vs. Pagano                                                  | | |
| Triplemanía XXV       | 26 de agosto de 2017     | 29 680                           | Psycho Clown vs. Dr. Wagner Jr.                                          | | |
| Triplemanía XXVI      | 25 de agosto de 2018     | 23 500                           | Psycho Clown vs. El Hijo del Fantasma vs. L.A. Park vs. Pentagón Jr.     | | |
| Triplemanía XXVII     | 3 de agosto de 2019      | 18 000                           | Blue Demon Jr. vs. Dr. Wagner Jr.                                        | | |
| Triplemanía XXVIII    | 12 de diciembre de 2020  | 0                                | Chessman vs. Pagano                                                      | | |
| Triplemanía XXIX      | 14 de agosto de 2021     | 5 000                            | Psycho Clown vs. Rey Escorpión                                           | | |
| Triplemanía XXX       | 30 de abril de 2022      | Monterrey, Nuevo León            | Estadio de Béisbol Monterrey                                             | | El Hijo del Vikingo & Fénix vs. Matt Jackson & Nick Jackson                                           |
| 18 de junio de 2022   | Tijuana, Baja California | Estadio Caliente Xoloitzcuintles |                                                                          | Dragon Lee & Dralístico vs. Matt Hardy & Johnny Hardy | |
| 15 de octubre de 2022 | Ciudad de México         | Arena Ciudad de México           |                                                                          | Pentagón Jr. vs. Villano IV | |
| Triplemanía XXXI      | 16 de abril de 2023      | Monterrey, Nuevo León            | Estadio de Béisbol Monterrey                                             | | El Hijo del Vikingo vs. Komander vs. Rich Swann vs. Swerve Strickland                                 |
| 15 de julio de 2023   | Tijuana, Baja California | Estadio Chevron                  |                                                                          | El Hijo del Vikingo vs. Kenny Omega | |
| 12 de agosto de 2023  | Ciudad de México         | Arena Ciudad de México           |                                                                          | L.A. Park vs. Psycho Clown vs. Rush vs. Sam Adonis | |
| Triplemanía XXXII     | 27 de abril de 2024      | Monterrey, Nuevo León            | Estadio de Béisbol Monterrey                                             | | Vampiro, Pagano & El Mesías vs. La Secta Cibernética (Cibernético, Dark Ozz & Dark Cuervo)            |
| 15 de junio de 2024   | Tijuana, Baja California | Estadio Chevron                  |                                                                          | QT Marshall, Parker Boudreaux, Sam Adonis & Satnam Singh vs. Vampiro, Alberto El Patrón, Murder Clown & Dave the Clown                                                                | |
| 12 de agosto de 2024  | Ciudad de México         | Arena Ciudad de México           |                                                                          | Los Vipers (Abismo Negro Jr., Psicosis & El Fiscal) vs. La Secta Cibernética (Cibernético, Dark Ozz & Dark Cuervo) vs. Los Psycho Circus (Murder Clown, Dave the Clown & Panic Clown) | |
| Triplemanía XXXIII    | 16 de agosto de 2025     | Ciudad de México                 | Arena Ciudad de México                                                   | 19.691 | El Hijo del Vikingo vs. Dominik Mysterio vs. Dragon Lee vs. El Grande Americano                       |

## Estadísticas
- El comentarista Arturo Rivera "El Rudo" , ha narrado todas las Triplemanías desde Triplemanía I hasta Triplemanía XXVI.
- Ciudad de México ha sido sede de 14 Triplemanías, siendo el lugar con más eventos realizados.
- Japón es el único país que ha sido sede de una Triplemanía; siendo la Triplemanía VIII.
- La Arena Ciudad de México es el lugar en tener 11 Triplemanías consecutivas.
- Triplemanía I es la Triplemanía con mayor asistencia con poco más de 48.000 personas.
- Triplemanía XXVIII es la Triplemanía con menor número de asistentes con un total de 0 personas eso sin contar al equipo de producción presente. Debido al COVID-19.
- Faby Apache es la luchadora con más apariciones consecutivas en Triplemanía con 18 (desde Triplemanía XI hasta Triplemanía XXIX).
- Cibernético es el único en protagonizar más eventos principales consecutivos en Triplemanía con 8, seguido de La Parka y Octagón con 6 y Dr. Wagner Jr. y Psycho Clown con 5 cada uno: 
  - Cibernético protagonizó Triplemanía VIII, Triplemanía XI, Triplemanía XII, Triplemanía XIII, Triplemanía XV, Triplemanía XVI, Triplemanía XXI y Triplemanía XXII
  - La Parka protagonizó Triplemanía XI, Triplemanía XII, Triplemanía XIII, Triplemanía XIV, Triplemanía XVII y Triplemanía XVIII
  - Octagón protagonizó Triplemanía VII, Triplemanía VIII, Triplemanía X, Triplemanía XI, Triplemanía XIII y Triplemanía XVII
  - Wagner Jr. protagonizó Triplemanía XIX, Triplemanía XX, Triplemanía XXII, Triplemanía XXV y Triplemanía XXVII
  - Clown protagonizó Triplemanía XXIV, Triplemanía XXV, Triplemanía XXVI, Triplemanía XXIX y Triplemanía XXXI
- Octagon es el luchador con más apariciones consecutivas en una Triplemanía, con 21 apariciones (Triplemanía I hasta Triplemanía XXI).
- Triplemanía X es la Triplemanía con más luchas de apuestas en cuestión de Máscaras o Cabelleras; con 3 luchas.
- Octagon ostenta el mayor invicto en la historia de Triplemanía: 12 victorias y 2 derrotas.
- La Parka cuenta con más apariciones en Triplemanía con 24, le sigue El Cibernético con 16 y Octagon con 15.
- Triplemanía XVI fue el único evento en donde cerró una lucha por el Megacampeonato de AAA.
- La lucha que más tiempo duró fue la de Mesías vs Dr. Wagner Jr. en Triplemanía XVII, la cual duró 59:00; mientras que la lucha que ha durado menos fue la de Venum vs R-15, Charly Manson y El Novillero, en una Elimination Match de relevos increíbles en Triplemanía VI, con 1:54.
- El Hijo del Vikingo es el único luchador en defender un mismo título (el Megacampeonato de AAA) en el evento principal durante dos ediciones consecutivas de Triplemanía sin perder el título en ese lapso de tiempo (desde Triplemanía Regia II hasta la fecha).
- Triplemanía XXX es la primera edición en llevarse a cabo en tres días seguidos en la era moderna.